# Ophiorrhiza carstensensis
Ophiorrhiza carstensensis är en måreväxtart som beskrevs av Herbert Fuller Wernham. Ophiorrhiza carstensensis ingår i släktet Ophiorrhiza och familjen måreväxter. Inga underarter finns listade i Catalogue of Life.